# شعار غاغاوزيا
شعار غاغاوزيا (بالإنجليزية: Coat of arms of Gagauzia) هو الشعار الرسمي المستخدم من قبل غاغاوزيا، وهي منطقة تتمتع بالحكم الذاتي ضمن جمهورية مولدوفا. تم اعتماد الشعار رسميًا في عام 1995، ويُستخدم في الوثائق الرسمية والمؤسسات الحكومية داخل الإقليم.

## التصميم
يتألف الشعار من درع أزرق اللون، يحتوي في الجزء السفلي على شريط أفقي بثلاثة ألوان (من الأعلى إلى الأسفل: أبيض، أزرق، أحمر)، وفي الجزء العلوي ثلاث نجوم خماسية ذهبية اللون مصطفة بشكل أفقي.

## الاستخدام
يُستخدم هذا الشعار بالتوازي مع علم غاغاوزيا، ويظهر على المباني الحكومية والوثائق الرسمية والمواد الإدارية في الإقليم. ويُعد رمزًا رسميًا لهوية شعب الغاغاوز ضمن دولة مولدوفا.